# Marcel Maget
Pour les articles homonymes, voir Maget.
Marcel Maget (né le 30 mai 1909 à Vincennes - mort le 3 mars 1994 à Paris) est un ethnographe et enseignant français.
Il a été conservateur-adjoint du Musée national des Arts et Traditions populaires (MNATP), après avoir été un collaborateur de Georges Henri Rivière, muséologue et créateur de ce musée ; il a également dirigé le Laboratoire d'ethnologie française de ce musée. En 1970, il est conservateur directeur du Musée dauphinois de Grenoble en Isère. Il a été professeur dans plusieurs universités et écoles supérieures, dont l'université de Dijon, à l’École du Louvre et à l'Institut d'ethnologie, à Paris,.
Ce scientifique est notamment réputé pour avoir été l'un des pionniers de l'ethnologie des années 1940, et pour la réalisation de nombreuses enquêtes ethnographiques sur les villages et les sociétés paysannes, ainsi qu'un guide d'enquête pour ce type de démarche, utilisé par de nombreux chercheurs,,. Il a permis à l'ethnographie française d'être basée sur une démarche rigoureuse.

## Biographie
Marcel Maget naît en 1909 ou en 1914, dans une famille d'origine bourgeoise. Initialement diplômé d'études en philosophie, il a aussi été formé à la sociologie, l'ethnologie et au folklore. Marcel Maget a été l'élève de Célestin Bouglé, qui dirigea son diplôme de maîtrise en psychologie sociale à la Sorbonne, portant sur le fascisme italien.
Il était passionné de mathématiques et d'histoire, et fut un pionnier du travail de terrain et du cinéma ethnographique. Il ne montra aucun engagement politique et ne fit pas intervenir ses compétences scientifiques pour appuyer des revendications politiques.
Après sa rencontre avec Lucien Febvre, il devient l'assistant d'André Varagnac (1894-1983) pour une grande collecte de faits folkloriques au sein de la Commission des recherches collectives (CRC), liée au Centre de synthèse entre 1935 et 1937, puis rattachée au Musée national des arts et traditions populaires (MNATP) lors de la création de celui-ci. Marcel Maget est alors, en 1937, embauché par l'Assemblée permanente des présidents de chambres d'agriculture (APPCA) car le MNATP n'a que peu de moyens ; il y dirige un « service de folklore paysan » composé de lui-même et d'une secrétaire, logé dans les locaux du MNATP, au Trocadéro.
Pendant la seconde guerre mondiale, fin 1940, le régime de Vichy utilise l'APPCA pour créer la Corporation nationale paysanne. En 1940, Marcel Maget est prisonnier de guerre ; rapidement rapatrié en France, il reprend son travail dans son service, qui deviendra plus tard le « service de civilisation paysanne » (SCP), toujours avec la même configuration et dans les mêmes locaux ; cependant, au fil des ans, un plus grand nombre d'intervenants est en lien avec le travail de ce service. De 1942 à 1944, de plus en plus d'enquêtes de terrain sont faites par le SCP, tandis que Marcel Maget prend de l'autonomie par rapport à la Corporation paysanne.
D'abord collaborateur de Georges Henri Rivière au sein du Musée national des Arts et Traditions populaires, il en devient le conservateur-adjoint de 1946 à 1962, ainsi que directeur du Laboratoire d'ethnologie française de ce même musée de 1948 à 1962. Il est également conservateur directeur du Musée dauphinois de Grenoble en Isère, en 1970 (poste qu'il n'occupera qu'une année).
Il a été professeur à l'université de Dijon et a enseigné l'ethnographie métropolitaine française à l’École du Louvre (de 1944 à 1962), ainsi qu'à l'Institut d'ethnologie (de 1944 à 1975), à Paris,. La fin de sa carrière aura lieu en tant que professeur de psychologie sociale à l'université de Bourgogne.
Marcel Maget meurt en 1994.

## Travaux de recherche
Marcel Maget, au sein du Laboratoire d'ethnologie française du Musée national des arts et traditions populaires, a d'abord une mission d'études de métayage vues sous un aspect folklorique. Le terme « folklore » cédera, après la Seconde guerre mondiale, la place aux termes « ethnographie métropolitaine » (utilisés par Marcel Maget en 1953), puis, plus tard, « ethnographie française ».
Cet ethnologue a fortement contribué à ce que la nouvelle terminologie et les nouvelles méthodes d'ethnographie française s'imposent après la seconde guerre mondiale, permettant que la discipline se modernise et se dégage de l'archéocivilisation d'André Varagnac et du folklore. En 1953 et 1955, il élabore les concepts de « groupe d’inter-connaissance » et de « groupe coactif », qui seront réutilisés par la suite par d'autres scientifiques. Ses travaux ont influencé Pierre Bourdieu et, par le biais de celui-ci et son école, une partie de la sociologie française. Selon Pierre Bourdieu (rapporté par Florence Weber) dans son introduction au Bal des célibataires de 2002, dans les années 1960, Marcel Maget représentait « l’antidote empiriste aux dérives théoricistes de l’anthropologie structurale de Lévi-Strauss ». L'anthropologue Isac Chiva (1925-2012), qui a été l'élève de Marcel Maget et de Claude Lévi-Strauss, précise que les travaux de Maget sont « capitaux pour la conduite des recherches monographiques ».
En 1946, peu après la fin de la seconde guerre mondiale, il étudie la tradition du « pain bouilli », un pain noir fait de seigle et d'eau bouillie, pétri et cuit dans le four communal du village de Villar-d'Arêne, une fois par an. À l'époque du début de l'étude, cette commune du nord du département des Hautes-Alpes perpétue depuis des siècles la confection de ce pain qui est à la base de l'alimentation des paysans du cru. Marcel Maget réalise une étude ethnographique et note entre autres le déclin de cette tradition. Il poursuivra son étude sur ce village et son canton pendant plus de vingt ans, jusqu'en 1970. De ces recherches naîtront un livret en 1948, puis un film en 1953 et sa thèse à l'université de Dijon en 1973 (dont une partie est publiée dans un livre en 1989), qui fait encore référence sur le sujet,.

## Postérité

### Le Centre Marcel Maget
Lié à la Maison des sciences de l'Homme de Dijon, le Centre Marcel Maget, nommé en l'honneur du scientifique, est un centre spécialisé dans la sauvegarde des archives scientifiques spécialisées sur les mondes ruraux et les met à disposition des chercheurs. Il possède parmi ses fonds, des documents liés aux enquêtes de Marcel Maget (dont son fonds d'archives privées), mais également de Guy Barbichon, Marcel Jollivet, Hugues Lamarche, Henri Mendras, André Varagnac, Florence Weber, RCP Châtillonnais et enquête Minot (T. Jolas, M.-C. Pingaud, Y. Verdier, F. Zonaben), des sociologues et ethnologues qui ont laissé fait avancer les études rurales françaises entre 1930 et 1980. Il accueille aussi d'autres fonds, tels celui de Gaston Roupnel, spécialiste de l’histoire rurale.

### Le fonds iconographique Maget consacré à Villar-d'Arêne
Ce fonds, qui comporte plus de 600 photographies, fait partie de la base PhoCEM,, base de données des collections photographiques du Musée des civilisations de l'Europe et de la Méditerranée (MuCEM), situé à Marseille. Les textes de Marcel Maget sur le sujet son également conservées au MuCEM.
Certaines des images de ce fonds ont servi dans le livre de Marcel Maget de 1989, et pour des cartes postales éditées par l'Association de rénovation et d'animation du four de Villar-d'Arêne (où est fabriqué le « pain bouilli »). En 2005, un partenariat entre l'université de Grenoble et le MuCEM a permis d'une part que le fonds soit complété par des indications sur le contenu des photographies, récoltées par des chercheurs auprès de personnes âgées du village, et d'autre part a été utilisée dans une synthèse illustrée concernant l'histoire de l'agriculture en Oisans,.

### Ouvrages
- Marcel Maget, Ethnographie métropolitaine. Guide d’étude directe des comportements culturels, Paris, Civilisations du Sud, 1953[4]
- Marcel Maget, Guide d'étude directe des comportements culturels, Paris, Centre National de la Recherche Scientifique, 1962[20],[21]
- Marcel Maget, Le Pain anniversaire à Villar-d'Arêne en Oisans, Éd. des Archives contemporaines, 1989, 237 p.[15]

### Articles
- Marcel Maget, « Les recherches d'ethnographie en milieu rural », Économie rurale,‎ 1954, p. 19-22 (lire en ligne)
- Marcel Maget, « Remarques sur le village comme cadre de recherches anthropologiques », Bulletin de psychologie,‎ 1955 (373-382)
- Maget Marcel. Esquisse d'un programme de musée international des Alpes. Revue française de sociologie, 1963, 4-1. pp. 53-59.
- Marcel Maget, « Problèmes d’ethnographie européenne », in Jean Poirier (éd.), Ethnologie générale. Paris, Gallimard (Encyclopédie de la Pléiade), 1968, pp. 1247-1338[8].
- Marcel Maget, « A propos du Musée des arts et traditions populaires de sa création à la Libération (1935-1944) », Genèses, vol. 10,‎ 1993, p. 90-107 (lire en ligne)

## Filmographie
Marcel Maget a notamment réalisé un film sur la tradition du « pain bouilli » de Villar-d'Arêne, en 1953.

### Sources bibliographiques
- Article « Marcel Maget, le folklore et la Corporation paysanne. Archiver, publier, enquêter de 1935 à 1944 » dans l'ouvrage Du folklore à l'ethnologie, éditions de la maison des sciences de l'Homme (lire en ligne), pp. 231-254.
- Dossier « Marcel Maget et l’ethnologie de la France »,  coordonné et présenté par F. Weber, Cahiers d’Économie  et Sociologie rurales, 11, 3ème trimestre 1989[22].
- « Histoire et ethnographie : la polémique entre Michel de Boüard et Marcel Maget (Stockholm, 1951) », Annales de Normandie,‎ 2012, p. 123-127 (lire en ligne)